# Pastel de azúcar blanco
El pastel de azúcar blanco es un tipo de pastel chino hecho con harina de arroz, azúcar blanco, agua y levadura. Es una de las variedades más comunes en las pastelerías de Hong Kong, siendo mucho más raro en las panaderías de barrios chinos extranjeros.
Aunque se le llama «pastel», nunca se sirve con forma de tarta redonda. Suele venderse en trozos individuales triangulares o cuadrados. Su textura es tierna y esponjosa, y a menudo tiene un sabor ligeramente ácido debido a la fermentación de la masa antes de la cocción. Como la mayoría de los postres chinos, se cuece al vapor, lo que le da una textura húmeda, blanda y esponjosa en lugar de seca y firme. Si se deja al aire se endurece rápidamente, por lo que suele guardarse cubierto de alguna forma para que mantenga su humedad. Siempre se sirve caliente, ya que frío no es tan suave y húmedo. Si se hace con harina de arroz integral y azúcar moreno, se llama pastel de azúcar marrón.
Una versión vietnamita llamada bánh bò difiere de la china en que suele incluir leche de coco como ingrediente, y no tiene la acidez que a menudo la caracteriza.